# Guido Romano
Guido Romano (ur. 31 stycznia 1888 w Mediolanie, zm. 18 czerwca 1916 w Enego) – włoski gimnastyk, medalista olimpijski.
W 1908 r. reprezentował barwy Zjednoczonego Królestwa Włoch na letnich igrzyskach olimpijskich w Londynie. zajmując 19. miejsce w wieloboju indywidualnym. Na kolejnej olimpiadzie (Sztokholm 1912) zdobył złoty medal w wieloboju drużynowym oraz zajął 9. miejsce w wieloboju indywidualnym.
Trzykrotnie startował w mistrzostwach świata w gimnastyce sportowej, zdobywając pięć medali: złoty w ćwiczeniach na kółkach i brązowy w wieloboju drużynowym w Luksemburgu (1909), dwa brązowe (w ćwiczeniach na drążku i wieloboju drużynowym) w Turynie (1911) oraz w brązowy w wieloboju drużynowym w Paryżu (1913).
Zginął podczas bitwy pod Asiago.